# Aviar R67
Aviar R67 – elektryczny samochód sportowy klasy średniej produkowany pod rosyjską marką Aviar w 2020 roku.

## Historia i opis modelu
Pierwsze komputerowe wizualizacje oraz informacje na temat planowanej specyfikacji technicznej pierwszego pojazdu rosyjskiego startupu Aviar Motors pojawiły się w grudniu 2018 roku, zapowiadając koncepcję pojazdu jako nowoczesną interpretację klasycznego Forda Mustanga z 1967 roku. Więcej informacji na temat pojazdu przedstawiono półtora roku później, w sierpniu 2020 roku, prezentując fotografie szkieletu będącego w trakcie budowy pierwszego gotowego egzemplarza.
Rosyjski startup ogłosił, że R67 będzie oparte na bazie technologii Tesli Model S, dzieląc z nią także elementy wystroju wnętrza jak np. ekran w konsoli centralnej.

### Sprzedaż
Prezes Aviar Motors zapowiadał w 2020 roku, że planowany początek produkcji modelu R67 to 2023 rok. Początkowo ma ona odbywać się w Rosji, z perspektywą przeniesienia jej do nieokreślonego jeszcze państwa Unii Europejskiej w przyszości.

### Dane techniczne
Układ elektryczny Aviara R67 tworzy bateria o pojemności 100 kWh, który zapewnia 840 KM mocy i 967 Nm maksymalnego momentu obrotowego. Przyśpieszenie od 0 do 100 km/h ma zajmować ok. 2,2 sekundy, z kolei prędkość maksymalna ma wynieść 250 kilometrów. Zasięg pojazdu na jednym ładowaniu ma zapewniać 507 kilometrów jazdy. Producent zapowiada, że Aia R67 ma być kompatybilny z siecią szybkich ładowarek Tesli Superchargers.